# Bình Liêu (xã)
Bình Liêu là xã của tỉnh Quảng Ninh, Việt Nam.

## Địa lý
Thị trấn Bình Liêu nằm ở phía tây bắc huyện Bình Liêu, có vị trí địa lý:
- Phía đông giáp xã Húc Động và xã Lục Hồn
- Phía tây giáp xã Vô Ngại
- Phía nam giáp huyện Tiên Yên
- Phía bắc giáp Trung Quốc.

Thị trấn Bình Liêu có diện tích 45,18 km², dân số năm 2018 là 7.683 người, mật độ dân số đạt 170 người/km².

## Lịch sử
Địa bàn thị trấn Bình Liêu trước đây là xã Tình Húc thuộc huyện Bình Liêu.
Ngày 23 tháng 2 năm 1977, Phủ Thủ tướng ban hành Quyết định số 614-VP18 thành lập thị trấn Bình Liêu, thị trấn huyện lỵ huyện Bình Liêu trên cơ sở một phần diện tích và dân số của xã Tình Húc.
Năm 2018, thị trấn Bình Liêu có diện tích 1,53 km², dân số là 3.796 người, mật độ dân số đạt 2.481 người/km², gồm 7 khu phố: Bình Công 1, Bình Công 2, Bình Quyền, Bình Đẳng, Bình An, Bình Dân, Bình Quân. Xã Tình Húc có diện tích 43,65 km², dân số là 3.887 người, mật độ dân số đạt 89 người/km².
Ngày 17 tháng 12 năm 2019, Ủy ban thường vụ Quốc hội ban hành Nghị quyết số 837/NQ-UBTVQH14 về việc sắp xếp các đơn vị hành chính cấp huyện, cấp xã thuộc tỉnh Quảng Ninh (nghị quyết có hiệu lực từ ngày 1 tháng 1 năm 2020). Theo đó, sáp nhập toàn bộ diện tích và dân số của xã Tình Húc vào thị trấn Bình Liêu.

## Hành chính
Thị trấn Bình Liêu được chia thành 20 khu phố: Bình Quyền, Bình Dân, Bình Công I, Bình Công II, Bình Đẳng, Bình Quân, Bình An, Chang Chiếm, Chang Nà, Co Nhan I, Co Nhan II, Khe Bốc, Khe Lạc, Khe Và, Nà Kẻ, Nà Làng, Nà Phạ I, Nà Phạ II, Pắc Liềng I, Pắc Liềng II.